# نيد أمبلر
نيد أمبلر (بالإنجليزية: Ned Ambler)‏ هو مصور ومخرج أمريكي، ولد في 1969.

## وصلات خارجية
- نيد أمبلر على موقع IMDb (الإنجليزية)
- نيد أمبلر على موقع أول موفي (الإنجليزية)
- نيد أمبلر على موقع كينوبويسك (الروسية)